# Edward Schillebeeckx
Edward Cornelis Florentius Alfonsus Schillebeeckx (Antwerpen, Belgija, 12. studenoga 1914. - Nijmegen, Nizozemska, 23. prosinca 2009.) bio je belgijski katolički teolog. Skoro pedeset godina živio je u Nijmegenu, predajući sve do umirovljenja teologiju na tamošnjem katoličkom sveučilištu. I nakon umirovljenja nastavio je pisati, te je, zašavši duboko u deseto desetljeće života, još uvijek htio dovršiti pozamašno djelo o sakramentima.
Bio je član Dominikanskog reda. Njegova su teološka djela prevedena na brojne jezike, a njegov ga je doprinos Drugom vatikanskom koncilu proslavio u svijetu.

## Mladost i ređenje
Rođen je u belgijskom gradu Antwerpenu u brojnoj flamanskoj obitelji s četrnaestero djece. U dvadesetoj godini (1934.) pristupa dominikanskom redu, a nakon sedam godina (1941.) zaređen je za svećnika. U tom je razdoblju studirao teologiju i filozofiju na Sveučilištu u Louvainu. Godine 1943. završio je studij u Turnhoutu i prešao u Gent, gdje je studirao kod dominikanaca. Tamo su na njega jak utjecaj izvršili fenomenološki tečajevi Dominicusa De Pettera. Nakon tri godine filozofskog studija u Gentu, Schillebeeckx se odazvao pozivu u Belgijske oružane snage 1938. godine, a u kolovozu sljedeće godine napustio je vojnu službu. Međutim, mjesec i pol kasnije ponovno je pozvan u vojsku zbog početka Drugog svjetskog rata, te je vojsku napustio tek nakon što su njemački okupatori porayili Belgijske oružane snage. Schillebeeckx je nakon toga stupio u Dominikansku kuću studija u Louvainu, gdje je ostao do 1945. Od te je godine do 1946. studirao u Dominikanskom studijskom centru Le Saulchoir u Etiollesu, u blizini Pariza, gdje su ga predstavnici pokreta nouvelle théologie kao što su Marie-Dominique Chenu i Yves Congar upoznali s modernom katoličkom teologijom i razmišljanjima kalvinističkih teologa kao što je Karl Barth.

## Doktorat
Tih je godina također studirao na Sorboni, a u srpnju 1946. tamo je položio prijemni ispit za doktorat na École des hautes études. 1952. obranio je i objavio svoju doktorsku tezu u centru Le Saulchoir, pod naslovom De sacramentele heilseconomie (Sakramentalna ekonomija spasenja). Nakon toga postao je meštar Filozofske kuće studija svoga reda u Louvainu, a 1957. je proveo godinu dana predajući dogmatiku na luvenskom Teološkom fakultetu. Nakon toga je 1958. postavljen za profesora dogmatske teologije i povijesti teologije na Katoličkom sveučilištu u Nijmegenu. Njegovo inauguralno predavanje pod naslovom Op zoek naar de levende God (U potrazi za živim Bogom) nizozemskim je teolozima predstavilo nouvelle théologie čiji su utemeljitelji Chenu, Congar, Hans Urs von Balthasar i drugi.

## Drugi vatikanski koncil
Schillebeeckx je na Drugom vatikanskom koncilu bio jedan od najaktivnijih teologa. Načinio je nacrte za niz različitih koncilskih intervencija za nizozemske biskupe, kao što je kardinal Bernard Jan Alfrink, i mnogim biskupskim konferencijama prisutnim u Rimu držao predavanja o povratku na teološke izvore. Budući da je bio sastavljač Pastoralnog pisma nizozemskih biskupa o nadolazećem koncilu 1961., postao je sumnjiv Kongregaciji svete službe, kojoj su tada na čelu bili kardinal Alfredo Ottaviani, kao predsjednik, i Nizozemac Sebastiaan Tromp, kao tajnik. To je bio prvi od tri navrata u kojima je Schillebeeckx morao braniti svoje teološke stavove protiv optužbi od rimskih vlasti. Kao posljedica toga, Schillebeeckx je svoje većinom negativne komentare nacrta koje je pripravila Pripremna teološka komisija (kojoj je na čelu bio Ottaviani) napisao anonimno. Ti anonimni komentari teoloških nacrta raspravljanih na koncilu, te članci koje je objavio, imali su također utjecaja na razvoj nekoliko koncilijarnih konstitucija kao što su Dei Verbum i Lumen gentium. U vezi s potonjim dokumentom, Dogmatskom konstitucijom o Crkvi, Schillebeeckx je uglavnom bio angažiran u raspravi o biskupskoj kolegijalnosti, pokušavajući udaljiti katoličku ekleziologiju od čisto hijerarhijski strukturirane vizije Crkve, koja se previše fokusira na papinski autoritet (što je posljedica proglašenja papine nepogrešivosti na Prvom vatikanskom koncilu u konstituciji Pastor Aeternus). To se, prema Schillebeeckxovim i riječima mnogih drugih na Drugom vatikanskom saboru, trebalo uravnotežiti obnovljenim naglaskom uloge biskupskog kolegija. Tako je njegov utjecaj bio daleko veći od običnoga perita. Već 1963., zajedno s Chenujem, Congarom, Karlom Rahnerom i Hansom Küngom, radio je na pokretanju novog teološkog časopisa pod nazivom Concilium, koji će promicati "reformističku" misao. Časopis je službeno pokrenut 1965. uz potporu Paula Branda i Antoinea Van den Boogaarda.

## Egzegeza
U postkoncilskom razdoblju Schillebeeckx se usredotočio na biblijsku egzegezu. Na temelju svoga proučavanja najranijih kršćanskih izvora - često se oslanjajući na egzegetske uvide svoga nijmegenskog kolege Basa Van Iersela, Schillebeeckx se uhvatio u koštac s vrućim pitanjima kao što je svećeništvo - podupirao je naime prijedlog da se prekine veza između sakramentalnog svećeništva i obaveznog celibata. Upravo je po tom pitanju Schillebeeckx odigrao utjecajnu ulogu na Nacionalnom pastoralnom saboru(Landelijk Pastoraal Concilie) održanom u Noordwijkerhoutu od 1968. do 1970. Na sjednicama ove sinode nizozemski su biskupi, intelektualci i predstavnici mnogih katoličkih organizacija pokušali sprovesti u djelo ono što su smatrali glavnim progresivnim ciljevima Drugog vatikanskog sabora. Schillebeeckx, u Nizozemskoj i Belgiji dobro poznat po svojim brojnim istupima u medijima, već je tada bio priznat kao vodeći suvremeni teolog nizozemskog govornog područja.

## Sukob s Vatikanom
U knjizi Isus: Eksperiment u kristologiji (1974.) Schillebeeckx je tvrdio da ne trebamo misliti kako je vjera učenika u Isusovo uskrsnuće prouzročena praznim grobom i ukazanjima nakon uskrsnuća. Upravo obrnuto: Vjera u uskrsnuće - "da novo životno usmjerenje koje je Isus donio u njihove živote nije postalo beznačajno njegovom smrću - baš obrnuto" - bila je uzrokom tih predaja. Prazni grob je, po njemu, bila nepotrebna hipoteza, jer "eshatološko, tjelesno uskrsnuće, teološki govoreći, međutim, nema veze s mrtvim tijelom". Bio je to samo "grub i naivan realizam o onomu što su 'Isusova ukazanja'" značila.
Iako je nakon knjiga uslijedilo par članaka u kojima se Schillebeeckx brani od kritike i ublažuje svoj radikalizam, 20. listopada 1976. Kongregacija za nauk vjere mu je uputila pismo s raznim primjedbama. Rezultat korespondencije koja je uslijedila bio je poziv Schillebeeckxu da dođe u Rim kako bi objasnio svoje stavove. U prosincu 1979. susreo se s predstavnicima Kongregacije. Zbog međunarodnog pritiska, prekinuta su nastojanja da se organizira suđenje. Zaključci Kongregacije su, međutim, ostavili utisak da nije postignut istinski sporazum, te je od Vatikana nastavio dobivati opomene zbog svoga pisanja. Njegovu je kristologiju kritizirao kardinal Franjo Šeper i tadašnji kardinal Joseph Ratzinger, kojeg je Schillebeeckx poznavao još od Drugog vatikanskog koncila, a koji je kasnije izabran za papu i uzeo ime Benedikt XVI.
Godine 1984. Kongregacija za nauk vjere je dovela u pitanje njegovu pravovjernost, pa je Schillebeeckx pozvan u Rim da pojasni poglede koje je izrazio u knjizi Služba u Crkvi, koju su smatrali protestantskom. Zatim, po treći put, 1986. preispitivana su Schillebeeckxovi teološki pogledi, opet po pitanju sakramentalne naravi službe u Rimokatoličkoj crkvi. Preciznije, u djelu Crkva s ljudskim licem: Nova proširena teologija službe (1985.) Schillebeeckx je tvrdio, utemeljujući to biblijsko-historijski, da posvećenje za katoličko svećeništvo ne dobiva nužno svoju valjanost od i stoga se može odvojiti od apostolske sukcesije, nego je prije izbor svećenika (i kao posljedica toga slavljenje euharistije) ovisan od mjesnoj crkvenoj zajednici.
Međutim, unatoč trima istragama koje je provela Kongregacije za nauk vjere, Schillebeeckx nikada nije osuđen.
Nastavio je raditi i objavljivati djela i nakon umirovljenja. Pripremao je, između ostaloga, i veliku studiju o sakramentalnoj teologiji. Njegov je opus bio predmet brojnih proučavanja i kontroverzi.

## Posljednje godine života
Do smrti je živio u Nijmegenu, u Nizozemskoj, gdje je predavao na tamošnjem Katoličkom sveučilištu. Dobitnik je Nagrade Erasmus 1982. godine.

## Vanjske poveznice
- Djela autora i o autoru u knjižnicama  Arhivirana inačica izvorne stranice od 20. svibnja 2011. (Wayback Machine) (katalog WorldCat).
- Biografija (NL).